# مدن التحول
مدن التحول (تعرف أيضًا باسم شبكة التحول أو حركة التحول) هي شبكة شعبية من المجتمعات التي تعمل على إقامة حالة من المرونة في مواجهة قمة النفط، وتدمير المناخ وعدم الاستقرار الاقتصادي.
مدن التحول هو مصطلح خاص يطلق على تلك الحركات البيئية والحركات الاجتماعية «التي تعتمد جزئيًا على مبادئ الزراعة المعمرة»، وتقوم أساسًا على كتاب بيل موليسون الفريد الزراعة المعمرة، دليل المصممين المنشور عام 1988.
فالزراعة المعمرة في مدن التحول تستخدم كتاب ديفيد هولمجرين الصادر عام 2003 تحت عنوان الزراعة المعمرة: المبادئ والمناهج بعد الاستدامة. فلقد تم تضمين تلك الأساليب في مشروع طالب تحت إشراف مدرس علم الزراعة المعمرة روب هوبكنز في جامعة كينسال للتعليم المستمر في أيرلندا. وضع مصطلح مدينة التحول لويس روني  وكاثرين ديون. فبعد بدء استخدام هذا المصطلح في كينسال، في أيرلندا انتشر المصطلح ووصل إلى توتنز، في إنجلترا حيث عمل «روب هوبكنز» و«ناريش جيانجراند» على تطوير هذا المفهوم خلال عامي 2005 و2006. فالهدف من هذا المشروع المجتمعي هو تأهيل المجتمعات لمجابهة التحديات المزدوجة لكل من تغير المناخ وقمة النفط. فحركة «مدن التحول» هي أحد نماذج التموضع الاجتماعي الاقتصادي.
ففي عام 2007، تم إنشاء المنظمة الخيرية Transition Network (شبكة التحول) القائمة في المملكة المتحدة بهدف نشر مفهوم التحول ودعم المجتمعات حول العالم عندما تتبنى نموذج التحول.

## الميزات
يكمن الهدف الأساسي من المشروع عمومًا، والذي يلقى صداه في المدن محليًا، في رفع مستوى الوعي حول الحياة المستدامة وإقامة مرونة بيئية محلية في المستقبل القريب. ويتم تشجيع المجتمعات على البحث عن طرق لخفض استخدام الطاقة وكذلك خفض اعتمادها على سلاسل التوريد الطويلة التي تعتمد اعتمادًا كليًا على الوقود الحفري في عناصرها الأساسية. ويعد الطعام من النواحي الأساسية في هذا الشأن، حيث يتحدثون غالبًا عن «نقل الطعام لمسافات قريبة، وليس أسفار الغذاء!» ولقد ضمت المبادرات حتى الآن زراعة حصة الحديقة بالمحاصيل الغذائية؛ وتبادل مخلفات الأعمال التجارية، وتسعى هذه المبادرة إلى مقابلة مخلفات إحدى الصناعات بمخلفات صناعة أخرى تستخدم هذه المخلفات؛ والأبسط من ذلك أن يتم إصلاح الأشياء القديمة بدلاً من التخلص منها.
يشتمل موقع الويب الخاص بشبكة التحول على قائمة بالمبادرات التي تم تسجيلها هناك.
في حين أن المحور والأهداف واحدة، فإن الطرق المستخدمة لتحقيقها مختلفة. فعلى سبيل المثال، قدمت مدينة توتنز عملتها المحلية الخاصة، جنيه توتنز، الذي يمكن تداوله في المحالّ والأعمال المحلية، ويساعد هذا في خفض «أسعار الغذاء» ويدعم أيضًا الشركات المحلية. ومن المخطط أيضًا أن يتم تطبيق هذه الفكرة في ثلاث مدن تحول في ويلز وفي ماليني في أستراليا، يستخدم دولار البارون كجزء من مشروع مدن التحول الإقليمي.
إن الفكرة المحورية في حركة مدن التحول هي أن الحياة دون استخدام البترول ستكون حقًا حياة أكثر إمتاعًا وإشباعًا عن الحال القائم: "فعندما يتحول اتجاه تفكيرنا يمكننا أن ندرك حقًا أن الفترة التي تلي انخفاض سعر النفط هي فرصة وليست تهديدًا، وسنتمكن من تصميم عصر منخفض الكربون في المستقبل ليكون مزدهرًا ومرنًا وسخيًا — وسيكون هذا مكانًا أفضل لنعيش فيه عن ثقافة الاستهلاك المنعزلة السائدة والتي تقوم على الجشع والحرب وخرافة النمو الأبدي.
من نواحي التحول الأساسية في العديد من الأماكن، أن العمل الخارجي للتحول ينبغي أن يكون مطابقًا للتحول الداخلي. ومن ثم فإنه حتى نتجه للأسفل بفعالية في مسارات خفض استهلاك الطاقة، فسنحتاج إلى إعادة إقامة علاقاتنا مع أنفسنا، ومع بعضنا البعض ومع العوالم «الطبيعية». وهذا يتطلب التركيز على مغزى وجوهر التحول.

## معلومات تاريخية
لقد نشأ مفهوم التحول في أعمال مصمم الزراعة المعمرة روب هوبكنز التي نفذها مع طلاب من جامعة كينسال للتعليم المستمر في وضع «خطة عمل خفض استهلاك الطاقة». ولقد تطلعت هذه الخطة إلى عمليات تكيف إبداعية شاملة في مجالات إنتاج الطاقة والصحة والتعليم والاقتصاد والزراعة باعتبارها «خارطة طريق» للمستقبل المستدام في المدينة. ولقد شرع اثنان من طلابه، لويس روني وكاثرين ديون، في تطوير مفهوم مدن التحول وقاما بالخطوة بعيدة المنال المتمثلة في تقديم الخطة إلى مجلس مدينة كينسال، مما أدى إلى اتخاذ مسؤولي مجلس المدينة لقرار تاريخي مفاده تبني الخطة والعمل نحو استقلال الطاقة.
ولقد تم تعديل الفكرة وتوسعتها على مدار عامي 2005 و2006 وما تلاهما في موطن «هوبكنز» في مدينة «توتنز» حيث يقيم الآن. ثم انتشرت المبادرة سريعًا، فمنذ شهر مايو من عام 2010 أصبح هناك أكثر من 400 مجتمع معترف بهم رسميًا كمدن تحول في المملكة المتحدة وأيرلندا وكندا وأستراليا ونيوزيلندا والولايات المتحدة وإيطاليا وتشيلي. ولقد تمت إضافة مصطلح مدن التحول إلى مبادرات التحول لتعكس نطاق ونوع المجتمعات المشتركة في المبادرات - مثل القرى (كينسال)، والمدن السكنية (بورتوبيلا، إدنبره)، ووصولاً إلى مجلس القطاع (بنويث) إلى المدن وضواحي المدن (بريكستون).
لقد انتشرت مبادرات التحول في الولايات المتحدة في العديد من المجتمعات. أمريكا التحولية هو المحور الوطني ولديه رؤية بأن «كل مجتمع في الولايات المتحدة سيشترك في حالة إبداعية شاملة لإطلاق عملية تحول تاريخية وغير عادية نحو مستقبل يتجاوز الوقود الحفري، مستقبل أكثر إشراقًا وثراءً ومرونة؛ مستقبل سيكون حتمًا أفضل من الحاضر». أمريكا التحولية هو مصدر وعامل حفز لإقامة مجتمعات مرنة في جميع أنحاء الولايات المتحدة تكون قادرة على تحمل صدمات الطاقة أو الصدمات المناخية أو الاقتصادية مع العمل على إنشاء حياة أفضل في إطار تلك العملية. وهم يؤدون تلك الرسالة بشحذ همم الأفراد ومجتمعاتهم وتشجيعهم ودعمهم وإقامة شبكات للتواصل والتدريب بينما يتم اعتبار وتعديل وتبني وتنفيذ منهج التحويل من أجل تمكين المجتمع وتغييره.
لقد تم أيضًا إنشاء عدد كبير من مواقع الولايات باستخدام منصة الشبكة الاجتماعية نينغ ولقد تم إنشاء مواقع الولايات هذه، تحت مظلة موقع نينغ الوطني، بهدف المساعدة والتواصل والإعلام والمراقبة واستضافة مبادرات التحول الإقليمية والمؤسسية، والإسراع في نشر حركة التحول مع توصيل المؤسسات والمشروعات والأفكار والأنشطة ذات الصلة. وبالإضافة إلى ذلك، يمكن العثور على العديد من مبادرات التحول على موقع مجتمع ويزر إيرث. فلقد بدأت شبكات التواصل الاجتماعي هذه في الانتشار في جميع أنحاء العالم.

## خطط عمل خفض استهلاك الطاقة
إن المفهوم الأساسي للتحول هو فكرة وضع خطة حسب الرؤية المجتمعية والتصميم المجتمعي والتطبيق المجتمعي للمبادرة بإحداث تحول في المجتمع بعيدًا عن استخدام الوقود الحفري. ويشمل مصطلح «المجتمع» في هذا السياق جميع العاملين الأساسيين - الأشخاص المحليين والمؤسسات المحلية والهيئات المحلية والمجلس المحلي. ومع تخصيص موقع لخطة ونشر خطة عمل خفض استهلاك الطاقة في توتنز، شهد تعريف مفهوم مدن التحول تطورًا ملحوظًا.[بحاجة لمصدر]

## المستقبل
يتزايد عدد المجتمعات المشاركة في المشروع مع مضي العديد من المجتمعات المحلية في طريقها لتصبح مدينة تحول «رسمية». ولقد تم تسجيل مدن التحول في سلسلة بي بي سي راديو 4 الطويلة تحت عنوان زا أركر، الأمر الذي يبين مدى الاهتمام الإعلامي بالحركة ونموها السريع.
بدءًا من عام 2010، أصبحت مبادرات التحول عمومًا تضم الأزمة المالية العالمية باعتبارها عاملاً ثالثًا بجانب قمة النفط وتغير المناخ. ولقد ارتبط هذا في البداية بصك سلسلة من العملات المحلية في مدن التحول ومن أمثلتها جنيه توتنز وجنيه لويس وجنيه ستراود وجنيه بريستول بالإضافة إلى جنيه بريكستون في لندن.

## العناصر الدولية
توجد الآن مبادرات تحول في جميع أنحاء العالم، ولقد تم تعديل وترجمة مادة تلك المبادرات إلى لغات وثقافات أخرى. ويمكن الوصول إلى المواد المترجمة عبر هذه الصفحة وتشمل:
- البرتغالية
- الدانماركية
- الألمانية
- الهولندية
- الإسبانية
- الفرنسية
- المجرية
- الإيطالية
- اليابانية
- الأيرلندية

## المطبوعات
شبكة التحول، تقع هذه الجمعية الخيرية في المملكة المتحدة ورسالتها هي «إلهام وتشجيع وتوصيل ودعم وتدريب المجتمعات بينما تتبنى/تعديل نموذج التحول حسب تغير المناخ وقمة النفط والانكماش الاقتصادي» ولقد أصدرت الجمعية عددًا من الإصدارات. ولقد تم وضع تلك المواد لمساعدة المجتمعات عبر مراحل المبادرة المختلفة.
الكتب المذكورة في صفحة كتب شبكة التحول هي:
- دليل التحول: من الاعتماد على نفط إلى المرونة المحلية - تأليف روب هوبكنز
- التسلسل الزمني للتحول: لمدينة محلية ومستقبل مرن - تأليف شاون تشمبرلين
- الغذاء المحلي: كيف تحقق هذا الهدف في مجتمعك - تأليف تامزين بينكرتون وروب هوبكنز
- الأموال المحلية: كيف تحقق هذا الهدف في مجتمعك - تأليف بيتر نورث
- منازل محلية مستدامة: كيف تحقق هذا الهدف في مجتمعك - تأليف كريس بيرد
- المجتمعات المحلية والمجالس المحلية: التعاون معًا لإنجاز الأمور تأليف أليكس رويل

كان كتاب «دليل التحول» خامس أشهر كتاب مشترك عام قرأه أعضاء البرلمان في المملكة المتحدة في الإجازة أثناء عطلة الصيف.